# Anton van Teijn
Anton van Teijn (Naaldwijk, 3 november 1863 - Amersfoort, 28 mei 1943) was een Nederlands schilder, etser en illustrator.
Anton van Teijn groeide op in Naaldwijk en volgde na de middelbare school een teken- en schilderopleiding in de traditie van de Haagse School. In Den Haag legde hij contacten met Jozef Israëls en de gebroeders Matthijs en Willem Maris. In 1892 vestigde hij zich in Parijs. In Frankrijk ontmoette hij Vincent van Gogh en diens broer Theo en exposeerde hij in de Salon des Indépendents. 
Van Teijn was in Frankrijk niet alleen bekend als schilder, maar ook als boekillustrator. Zo maakte hij bijvoorbeeld aquarellen voor een uitgave van Quinze jours en Hollande van Paul Verlaine. Voorts schilderde Van Teijn aan de Middellandse Zee, in Portugal en wanneer hij Nederland bezocht, bezocht hij verschillende streken en steden waaronder het Westland. Hij signeerde zijn werken voornamelijk met VanTeyn, VanTeyne of Vanteyn. 
Anton van Teijn keerde in 1939, gedwongen door de Tweede Wereldoorlog, terug naar zijn familie in Amersfoort. Na een aantal maanden in Rotterdam, kwam hij weer terug bij zijn familie in Amersfoort waar hij in 1943 overleed.  

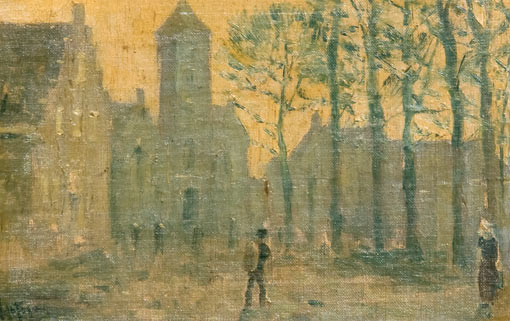
Wilhelminaplein, Naaldwijk
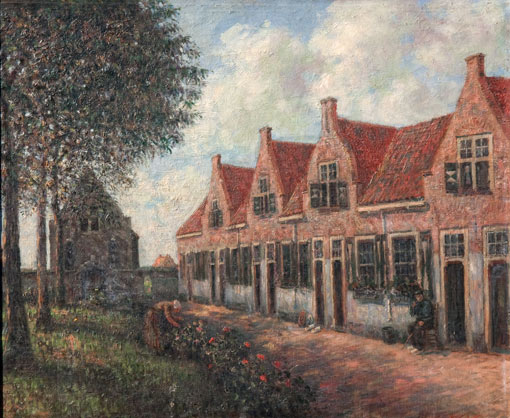
Heilige Geesthof, Naaldwijk
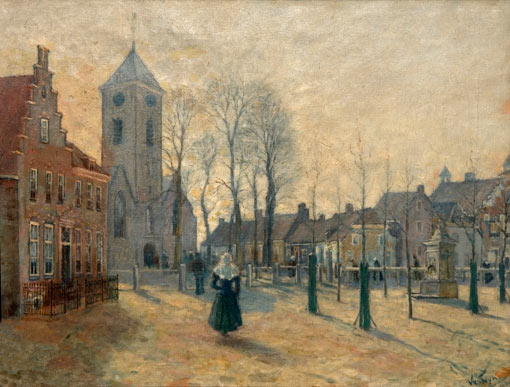
Wilhelminaplein, Naaldwijk
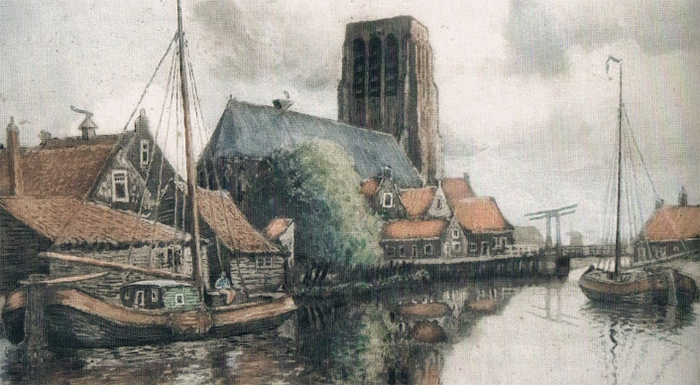
De Lierse domkerk, De Lier